# Marino Biliškov
Marino Biliškov (Split, 17. ožujka 1976.) bivši je hrvatski nogometaš.
U Hajduku je počeo igrati sa sedam godina, no, kasnije je proglašen netalentiranim pa je otišao igrati za mjesne niželigaše.[nedostaje izvor] S 22 godine Hajdukov skaut Dražen Mužinić dovodi ga iz Uskoka u matični klub. Međutim, nije se dugo zadržao. Već nakon jedne sezone potpisuje za njemačkog prvoligaša Wolfsburg uz odštetu od oko 900 000 €. 
U zelenom dresu provodi sljedećih šest godina odigravši preko 100 utakmica. Posljednju je sezonu odigrao devet, te odmah potom napustio klub otišavši u redove Duisburga. Od tad počinje češće mijenjati klubove, pa je već nagodinu u Grčkoj, točnije, Iraklisu. Prije Iraklisa aktualan je bio povratak u Split, međutim, putujući na utakmicu svjetskog prvenstva između Hrvatske i Brazila u Berlinu, doživio je prometnu nesreću zajedno sa splitskim ugostiteljem Dinom Petrinovićem koji nakon sudara pogiba. Biliškov se tek nakon dužeg vremena uspio oporaviti, ali je zbog toga dugog oporavka odbio dolazak u Hajduk.[nedostaje izvor]
Otišao je u Grčku koju napušta sezonu poslije vrativši se u Njemačku, ovaj put 2. ligu gdje nastupa za Greuther Fürth.
Statistika u Hajduku
| Natjecanje        | Nastupi | Zgoditci |
| ----------------- | ------- | -------- |
| Prvenstvo         | 26      | 2        |
| Kup               | 5       | 0        |
| Superkup          | 0       | 0        |
| Međunarodne       | 2       | 0        |
| Splitski podsavez | 0       | 0        |
| Ukupno            | 33      | 2        |
| Prijateljske      | 34      | 3        |
| Sveukupno         | 67      | 5        |

Biliškov prvi službeni nastup ima za prvenstvo Hrvatske protiv Mladosti 127 u Splitu koju je Hajduk dobio s 3:0 pogodcima Zvonimira Deranje koji je ušao kao zamjena Kazimiru Vuliću.
Biliškov je zabio dva prvenstvena zgoditka, i to prvi, ali pobjednički Osijeku u Splitu, koju je ovim pogotkom Hajduk dobio s 2:1. Svoj drugi gol dao je Rijeci na Kantridi, ovaj puta izjednačujući, završilo je s 3:3. 